# كلية تقنية الحاسوب (الزاوية - ليبيا)
كلية تقنيات الحاسوب بالزاوية أحد أهم الكليات التقنية التابعة إلى اللجنة الوطنية للتعليم التقني والفني ونسعى في هذه الكلية إلى المساهمة في دفع القدرات البشرية للأفضل من خلال توظيف الخبرات المحلية والعربية والأجنبية لنقل التقنية الحديثة وتطوير وحدات التفاعل بين هذه الخبرات والطلاب الدارسين في مختلف التخصصات والأقسام.
كما تنهج الكلية دراسة الواقع وتحليله وتشخيص المشاكل والمعوقات التي تواجه خطط التنمية والتطور وتحديد الاحتياجات، ومن ثم اقتراح الحلول والبدائل وذلك من خلال برامجها التدريبية والاستشارية، وتستعين الكلية بعدد من الخبراء من ذوي الكفاءات العلمية والعملية والتدريبية.
وما يميز الكلية هو موقعها الرائع في منطقة جود دائم الخضراء بعيدا عن المؤثرات الصوتية والازدحام.

## الأقسام العلمية
وتساهم الكلية في تخريج الكفاءات العلمية المتخصصة بدرجة بكالوريس في مجال هندسة الحاسوب والمعلوماتية وذلك في التخصصات التالية:
- تطوير مواقع الإلكترونية.
- تطوير البرمجيات.
- شبكات الحاسوب.

## وصلات خارجية
كلية تقنيات الحاسوب بالزاوية